# Deportivo Carchá
Club Social y Deportivo Carchá – gwatemalski klub piłkarski z siedzibą w mieście San Pedro Carchá, w departamencie Alta Verapaz. Występuje w rozgrywkach Primera División. Domowe mecze rozgrywa na obiekcie Estadio Juan Ramón Ponce Way.

## Historia
Klub został założony na początku 1962 roku z inicjatywy grupy lokalnych młodych sportowców, dzięki wsparciu burmistrza miasta San Pedro Carchá, Elíasa Magina Sierry de la Cruza. Po latach występów w niższych ligach, w 1998 roku Carchá wywalczyła historyczny awans do gwatemalskiej Liga Nacional. Występowała w niej w latach 1998–2001, po czym spadła do drugiej ligi, gdzie grała w latach 2001–2004. W latach 2004–2007 zespół występował w trzeciej lidze gwatemalskiej, zaś w latach 2007–2013 ponownie w drugiej lidze. W 2013 roku Carchá spadła do trzeciej ligi, lecz już po pół roku powróciła do drugiej, wykupując licencję klubu Deportivo San Francisco.
W 2016 roku klub po 15 latach powrócił do najwyższej ligi, pokonując w barażowym meczu Escuintlę-Heredię (2:2, 5:4 po rzutach karnych). Występował w niej w latach 2016–2017 i szybko spadł z powrotem do drugiej ligi. W kolejnych latach zmagał się z problemami organizacyjnymi i niewypłacalnością wobec zawodników, przez co jego dalsze występy na drugim szczeblu bywały zagrożone (np. w 2020 roku). W lipcu 2020 Carchá została ukarana przez FIFA zakazem transferowym na trzy okienka ze względu na zaległości finansowe wobec jednego z byłych piłkarzy.

## Trenerzy
- Jimmy Álvarez (1962)[1]
- Jorge Nunes (2000)[9]
- Carlos de Toro (2012)[10]
- Amarini Villatoro (2013–2014)[11]
- Ariel Longo (2014)[12]
- Daniel Berta (2016)[13]
- Javier Martínez (2016)[14]
- Héctor Julián Trujillo (2016–2017)[15]
- Sergio Pardo (2017)[16]
- Alberto Quintela (2018–2019)[17]
- Rafael Díaz (2019)[18]
- Diego Cerutti (2019–2020)[19]
- Marvin Ruano (2020)[20]
- César Mario Calero (od 2021)[21]